# Henry Wadsworth Longfellow
Henry Wadsworth Longfellow (n. 27 februarie 1807 - d. 24 martie 1882) a fost un poet american.
Influențat de romantismul german, a prelucrat legende scandinave ori motive literare ale culturii europene.
A scris o lirică idilico-elegiacă, alternând celebrarea cuceririlor civilizației cu înclinația către contemplația melancolică într-o expresie cantabilă.

## Scrieri

### Poezii
- 1839: Voices of the Night ("Glasuri ale nopții")
- 1841: Ballads and Other Poems ("Balade și alte poezii")
- 1842: Poems on Slavery ("Poeme despre sclavie")
- 1855: The Song of Hiawatha ("Cântarea lui Hiawatha"), cea mai populară operă a sa, scrisă în metrii Kalevalei finice
- 1858: The Courtship of Miles Standish ("Miles Standish în pețit"), în care se desprind impresionante peisaje arcadiene ale naturii americane
- 1863: Tales of a Wayside Inn ("Povestiri dintr-un lan la margine de drum"), poeme livrești având ca model pe Geoffrey Chaucer și Giovanni Boccaccio
- 1880: Ultima Thule, volum liric cu caracter confesiv
- 1882: In the Harbor.

### Romane
- 1839: Hyperion
- 1839: Kavanegh.

### Traduceri
- 1833: Coplas de Jorge Manrique (tradusă din spaniolă)
- 1867: "Divina Comedie" de Dante Alighieri (din italiană).

### Antologii
- 1844: Poets and Poetry of Europe ("Poeți și poezia Europei", traduceri)
- 1845: The Waif
- 1874: Poems of Places ("Poeme ale locurilor").